# Le Grand-Serre
Le Grand-Serre és un municipi francès situat al departament de la Droma i a la regió d'Alvèrnia-Roine-Alps. L'any 2007 tenia 776 habitants.

## Demografia

### Població
El 2007 la població de fet de Le Grand-Serre era de 776 persones. Hi havia 340 famílies de les quals 112 eren unipersonals (40 homes vivint sols i 72 dones vivint soles), 124 parelles sense fills, 80 parelles amb fills i 24 famílies monoparentals amb fills.
La població ha evolucionat segons el següent gràfic:
Habitants censats

### Habitatges
El 2007 hi havia 440 habitatges, 342 eren l'habitatge principal de la família, 61 eren segones residències i 37 estaven desocupats. 355 eren cases i 83 eren apartaments. Dels 342 habitatges principals, 217 estaven ocupats pels seus propietaris, 115 estaven llogats i ocupats pels llogaters i 10 estaven cedits a títol gratuït; 10 tenien una cambra, 34 en tenien dues, 51 en tenien tres, 107 en tenien quatre i 140 en tenien cinc o més. 236 habitatges disposaven pel capbaix d'una plaça de pàrquing. A 171 habitatges hi havia un automòbil i a 126 n'hi havia dos o més.

### Piràmide de població
La piràmide de població per edats i sexe el 2009 era:
| Homes | Edats   | Dones |
| ----- | ------- | ----- |
| 0     | 95 o +  | 0     |
| 4     | 90 a 94 | 0     |
| 8     | 85 a 89 | 8     |
| 4     | 80 a 84 | 16    |
| 16    | 75 a 79 | 8     |
| 24    | 70 a 74 | 28    |
| 28    | 65 a 69 | 16    |
| 20    | 60 a 64 | 24    |
| 20    | 55 a 59 | 20    |
| 32    | 50 a 54 | 32    |
| 20    | 45 a 49 | 32    |
| 28    | 40 a 44 | 36    |
| 36    | 35 a 39 | 16    |
| 16    | 30 a 34 | 12    |
| 16    | 25 a 29 | 20    |
| 20    | 20 a 24 | 4     |
| 12    | 15 a 19 | 40    |
| 20    | 10 a 14 | 44    |
| 28    | 5 a 9   | 16    |
| 8     | 0 a 4   | 16    |

## Economia
El 2007 la població en edat de treballar era de 464 persones, 326 eren actives i 138 eren inactives. De les 326 persones actives 295 estaven ocupades (162 homes i 133 dones) i 31 estaven aturades (12 homes i 19 dones). De les 138 persones inactives 51 estaven jubilades, 32 estaven estudiant i 55 estaven classificades com a «altres inactius».

### Ingressos
El 2009 a Le Grand-Serre hi havia 345 unitats fiscals que integraven 811,5 persones, la mediana anual d'ingressos fiscals per persona era de 14.697 €.

### Activitats econòmiques
Dels 35 establiments que hi havia el 2007, 2 eren d'empreses alimentàries, 3 d'empreses de fabricació d'altres productes industrials, 7 d'empreses de construcció, 3 d'empreses de comerç i reparació d'automòbils, 3 d'empreses de transport, 3 d'empreses d'hostatgeria i restauració, 1 d'una empresa immobiliària, 3 d'empreses de serveis, 8 d'entitats de l'administració pública i 2 d'empreses classificades com a «altres activitats de serveis».
Dels 10 establiments de servei als particulars que hi havia el 2009, 1 era una gendarmeria, 1 oficina de correu, 1 paleta, 1 guixaire pintor, 2 lampisteries, 2 electricistes, 1 perruqueria i 1 restaurant.
Dels 2 establiments comercials que hi havia el 2009, 1 era una botiga de menys de 120 m² i 1 una fleca.
L'any 2000 a Le Grand-Serre hi havia 29 explotacions agrícoles que ocupaven un total de 1.071 hectàrees.

## Equipaments sanitaris i escolars
L'únic equipament sanitari que hi havia el 2009 era una farmàcia.
El 2009 hi havia una escola elemental. Le Grand-Serre disposava d'un col·legi d'educació secundària amb 288 alumnes.

## Poblacions més properes
El següent diagrama mostra les poblacions més properes.